# Trot (gen muzical)
Trot (uneori numit ppongjjak, datorită ritmului de fundal distinctiv), este cea mai veche formă a muzicii pop coreene. S-a dezvoltat în anii dinaintea și în timpul celui de-al Doilea Război Mondial. Interpreți faimoși ai acestui gen sunt cântăreții sud-coreeni Tae Jin-ah și Song Dae-gwan.
Cântăreți de muzică rock cum ar fi Cho Yong Pil au interpretat de asemenea acest gen de muzică.
Numele său derivă din forma scurtă a „foxtrot”-ului american, un dans de bal care a influențat elementele beat-ului simplu al genului. Asemănările între Trot și stilul de muzică japonez, Enka i-a făcut pe mulți să creadă că Enka s-a dezvoltat din sau în paralel cu Trot-ul.
Simpatia pentru muzica trot a scăzut în anii '90 datorită hit-ului „Hayeoga” al celor de la Seo Taiji and Boys. După aceea, muzica dance a fost principala atracție a muzicii pop coreene iar trot-ul a fost dat la o parte din scena muzicii pop coreene.
Acest stil de muzică și-a recăpătat popularitatea datorită apariției cântăreților „semi-trot” ca Jang Yoon-jeong (장윤정), care a avut un succes răsunător cu primul ei single „어머나!” („Eomeona!” - o exclamație asemănătoare cu „Dumnezeule!”). Asta a dus la recunoașterea cântăreților trot în vârstă și la debutul altor cântăreți și formații care doresc să profite de revenirea genului (cum ar fi LPG, Super Junior-T, Epik High și Daesung de la Big Bang).